# Позняков, Владимир Яковлевич
Владимир Яковлевич Позняков (26 декабря 1916 — 9 февраля 2003) — инженер-металлург, главный инженер комбината «Североникель», лауреат Ленинской премии (1965, за интенсификацию процессов и усовершенствование технологии производства никеля и кобальта из сульфидных руд), почётный гражданин города Мончегорска Мурманской области. На доме, где он жил, в 2006 году установлена мемориальная доска.

## Биография
Родился в Кисловодске, в семье священника. В 1938 году, окончив Северо-Кавказский институт цветных металлов, приехал на комбинат «Североникель».
За годы работы на комбинате он прошел путь от начальника смены до главного инженера предприятия, отработав на этом посту более двадцати пяти лет. За эту, «позняковскую», четверть века на комбинате во много раз увеличился выпуск никеля, меди, кобальта, практически полностью обновились технологии.
Самый важный момент в жизни В. Я. Познякова — 1965 год, когда группе специалистов комбината была присуждена Ленинская премия за усовершенствование технологии производства никеля и кобальта из сульфидных руд. Руководителем проекта был В. Я. Позняков.
Его инженерный талант подтверждается длинным списком изобретений, в числе первых на комбинате он был удостоен звания «Заслуженный рационализатор РСФСР». В. Я. Позняков — автор многочисленных публикаций, брошюр. Основной труд Владимира Яковлевича — книга «Североникель». В ней он рассказал о строительстве цехов комбината, о людях, с которыми работал долгие десятилетия. Это яркая страница истории отечественной цветной металлургии. Последняя работа В. Я. Познякова «Экология красивой тундры» не опубликована, рукопись хранится в Центральной городской библиотеке.
Более шестидесяти лет прожил Владимир Яковлевич в Мончегорске. И многое из того, чем гордится город, сделано по его инициативе и при его участии. Он навсегда оставил о себе добрую память. Мончегорцы благодарны Владимиру Яковлевичу за то, что площадь Пяти углов украшает скульптура «Лось», ставшая символом города.
Владимир Яковлевич был человеком с широким кругозором, говорил на немецком языке, делал переводы с английского, и при этом никогда не возвышался над окружающими, в общении был тактичным, скромным и обаятельным собеседником. Его приглашали на повышение в Москву, в Ленинград, но он не поехал.
В сентябре 2006 года на доме № 12 по проспекту Металлургов, где жил Владимир Яковлевич, установлена в его честь мемориальная доска.
Деятельность Владимира Яковлевича отмечена высокими правительственными наградами: орденом Ленина, трижды — орденом Трудового Красного Знамени, медалями «За доблестный труд в Великой Отечественной войне 1941—1945 гг.», «За оборону Советского Заполярья». Владимир Яковлевич был удостоен знака «Отличник цветной металлургии СССР».
Автор книги «Североникель» (1999). Скончался и похоронен в Мончегорске.